# Rudoltice (Sobotín)
Rudoltice (deutsch Rudelsdorf) ist ein Ortsteil der Gemeinde Sobotín in Tschechien. Er liegt neun Kilometer nordöstlich von Šumperk und gehört zum Okres Šumperk.

## Geographie
Rudoltice erstreckt sich südwestlich des Altvatergebirges im Rabenseifener Bergland (Hraběšická vrchovina) im Tal des Baches Klepáčovský potok an der Einmündung des Rudoltický potok. Nördlich erhebt sich der Hraběšice (Rabenstein, 644 m), im Nordosten die Závada (Hemmberg, 870 m), östlich der Bílý kámen (Weißer Stein, 947 m), südöstlich die Černé kámeny (Schwarzer Stein, 955 m) und Skály (Haidsteiner Weißer Stein, 929 m), im Süden der Výhled (Stella, 655 m) und Kamenný vrch (Haidstein, 952 m). Durch den Ort führt die Staatsstraße 11 von Sobotín über den Skřítek-Sattel nach Rýmařov am Unterlauf des Flüsschens Merta bis zu dessen Mündung in die Desná (Tess). Nordwestlich erhebt sich der Kamenitý kopec (Steinigberg, 615 m), östlich der Farský vrch (Trausnitzberg, 628 m), im Süden die Prostřední skála (Mittelstein, 718 m) und westlich der Bukový kopec (Große Anhöhe, 640 m). Durch den Ort führt die Staatsstraße 11 von Rapotín über den Skřítek-Sattel nach Rýmařov. Petrov nad Desnou liegt an der Eisenbahnstrecke Šumperk – Sobotín, von der im Ort die Nebenstrecke nach Kouty nad Desnou abzweigt und besitzt neben dem Bahnhof noch einen Bahnhaltepunkt.
Nachbarorte sind Sobotín im Norden, Klepáčov im Nordosten, Skřítek im Osten, Žďárský Potok und Bedřichov im Südosten, Mladoňov und Třemešek im Süden, Hraběšice im Südwesten, Vikýřovice und Rapotín im Westen sowie Petrov nad Desnou im Nordwesten.

## Geschichte
Rudelsdorf wurde wahrscheinlich zu Beginn des 15. Jahrhunderts angelegt. Nachdem in der zweiten Hälfte des 16. Jahrhunderts der Bergbau auf Eisenerz in den umliegenden Bergen einsetzte, wurden die Bewohner des Dorfes von den Frondiensten befreit. Im Dreißigjährigen Krieg erlosch der Bergbau und die Untertanen wurden wieder zu Diensten für die Herrschaft Groß Ullersdorf verpflichtet. 1659 revoltierten die Rudelsdorfer gegen die ihnen von Přemek II. von Zierotin auferlegten Lasten. Im Hufenregister von 1677 sind für Rudelsdorf 46 Anwesen vermerkt. 1707 erklärte der Gemeindevorstand seinen Verzicht auf die früheren Privilegien. Am Weißen Stein schürften zwischen 1751 und 1780 die Gebrüder Dreschler aus Rabenseifen nach Silber und betrieben Falschmünzerei. In den Wäldern bei Rudelsdorf wurde 1770 der letzte Luchs gefangen und 1798 der letzte Wolf geschossen. Im Zuge der Teilung der Groß Ullersdorfer Herrschaft kam Petersdorf zur Herrschaft Wiesenberg. Besitzer des Ortes waren die Herren von Zierotin und ab 1770 das Kloster Velehrad. 1793 lebten in dem Dorf 560 Menschen. Im Jahre 1835 entstand die Lein- und Baumwollweberei Müller. Zwischen 1839 und 1842 entstand die über den Fichtlingsattel führende Kaiserstraße von Mährisch Schönberg nach Römerstadt.
Nach der Aufhebung der Patrimonialherrschaften bildete Rudelsdorf/ Rudolec mit dem Ortsteil Neu Rudelsdorf ab 1850 eine Gemeinde im Bezirk Mährisch Schönberg und dem Gerichtsbezirk Wiesenberg. Zwischen 1882 und 1885 ließ Johann Anton Sieber eine Schule mit Glockenturm errichten. Ab 1880 änderte sich der tschechische Name in Rudoltice. 1890 lebten in Rudelsdorf 831 Menschen in 108 Häusern. Um 1900 entstanden Pläne zur Errichtung einer Zahnradbahn über den Fichtlingsattel. Das durch den Bau von drei Tunneln kostenintensive Projekt wurde 1921 nach dem Aufkommen des Automobilverkehrs fallengelassen. Stattdessen erfolgte durch das Unternehmen Gebr. Klein aus Zöptau in fünfjähriger Bauzeit der Ausbau der alten Kaiserstraße für den Autoverkehr. 1930 lebten in den 107 Häusern des Dorfes 486 Menschen, darunter waren 460 Deutsche und 16 Tschechen. 465 der Einwohner waren Katholiken. Nach dem Münchner Abkommen wurde die Gemeinde 1938 dem Deutschen Reich angeschlossen und gehörte bis 1945 zum Landkreis Mährisch Schönberg. 1939 hatte Rudelsdorf 460 Einwohner. Nach dem Zweiten Weltkrieg erfolgte die Vertreibung der deutschen Bewohner.
1949 wurde Klepáčov eingemeindet. 1950 lebten in den 75 Wohnhäusern des Dorfes 234 Menschen. Seit 1961 ist Rudoltice ein Ortsteil von Sobotín. 1991 hatte der Ort 105 Einwohner. 1999 dienten nur noch 41 Häuser dauerhaft zu Wohnzwecken und das Dorf hatte 104 Einwohner. Im Jahre 2001 bestand das Dorf aus 35 Wohnhäusern, in denen 110 Menschen lebten.

## Sehenswürdigkeiten
- Hochmoor Skřítek (Fichtling), südöstlich des Ortes auf dem gleichnamigen Sattel
- Denkmal für die Erbauer der Straße über den Skřítek-Sattel, oberhalb von Nové Rudoltice
- Kapelle

## Söhne und Töchter des Ortes
- Heinrich Klein (1756–1832), österreichischer Komponist